# Thelairodoria thrix
Thelairodoria thrix är en tvåvingeart som beskrevs av Townsend 1927. Thelairodoria thrix ingår i släktet Thelairodoria och familjen parasitflugor.
Artens utbredningsområde är Peru. Inga underarter finns listade i Catalogue of Life.